# Кайтановка (Хмельницкая область)
Кайтановка (укр. Кайтанівка) — село в Деражнянском районе Хмельницкой области Украины.
Население по переписи 2001 года составляло 245 человек. Почтовый индекс — 32224. Телефонный код — 3856. Занимает площадь 1,201 км². Код КОАТУУ — 6821555401.

## Местный совет
32223, Хмельницкая обл., Деражнянский р-н, пгт Волковинцы, ул. Мира, 24